# SENS Research Foundation
 (mars 2019).
Le SENS Research Foundation (Strategies for Engineered Negligible Senescence Research Foundation — en français : la Fondation de Recherche pour les Stratégies pour l'Ingénierie de Sénescence Négligeable) est un organisme sans but lucratif 501(c)(3) et une fondation de régénération médicale cofondé par Michael Kope, Aubrey de Grey, Jeff Hall, Sarah Marr et Kevin Perrott, qui est basée à Mountain View, en Californie, aux États-Unis. Ses activités comprennent des programmes de recherche et de relations publiques pour l'application de la médecine régénérative au vieillissement. Avant que la fondation soit lancé en mars 2009, le programme de recherche de SENS était principalement poursuivi par leMathuselah Foundation, cofondée par Aubrey de Grey et David Gobel.

## Objectifs
La fondation a pour objectif de transformer la façon dont le monde recherches et traite les maladies liées à l'âge. Elle prône l'approche de "SENS" (stratégies pour l'ingénierie de sénescence négligeable de l'anglais "Strategies for Engineered Negligible Senescence"), qu'elle décrit comme la réparation des cellules vivantes et de matériel extracellulaire in situ, une approche qui contraste avec la médecine gériatrique de se concentrer sur des maladies et des infirmités, et de l'approche biogérontologique qui met l'accent sur l'intervention dans les processus métaboliques. Elle finance la recherche et font de la sensibilisation et de l'éducation dans l'objectif d'accélérer les divers programmes de recherche de médecine régénérative dans l'optique du projet de SENS.

## Recherche
En plus de la recherche menée en interne au Centre de Recherche à Mountain View, le SRF a également pris part et/ou financé de manière sélective des activités de recherches extra-muros dans divers autres institutions, y compris l'Université de Yale, l'Université de Harvard, l'Université de Cambridge, de l'Université du Texas, de l'Université de Rice, et de l'Université de l'Arizona.
La SRF poursuit des volets de recherches qui correspondent à sept catégories de dommages cellulaires qui s'accumulent avec l'âge: le cumul des effets secondaires du métabolisme qui sont finalement fatale.
Sept types de dommages de l'âge et branches de recherche de l'approche de "SENS":
1. La perte de cellules et l'atrophie de cellules — Cellules souches et l'ingénierie tissulaire[4]
2. Les [épi]mutations nucléaires — Empêchement du prolongement des télomères[5]
3. La mutation des mitochondries — Expression allotopique de 13 protéines[6] (stockage en sauvegarde de l'ADN mitochondrial, pour qu'en cas de dommage, une copie puisse être retrouvé au noyau de la cellule, nécessaire pour reproduire les protéines utilisées pour la production de l'énergie cellulaire)[7]
4. Les cellules résistantes à l'élimination — Élimination ciblée[8]
5. Les réticulations extracellulaire — Rupture des liaisons entre le glucose ou le sucre et les protéines, ainsi que de l'ingénierie tissulaire[9]
6. Les agrégats extracellulaires — Stimulation du système immunitaire pour éliminer les agrégats[10]
7. Les agrégats intracellulaires — Équiper le lysosome avec des enzymes capables de dégrader les agrégats[11]

Depuis 2010, le SRF a maintenu au moins un projet en cours dans chacun de ses sept thèmes de recherche.[réf. nécessaire]

## La sensibilisation et l'éducation
Le SRF sensibilise des décideurs politiques, des donneurs potentiels, des chercheurs et des bénévoles par le biais de conférences et d'événements publiques, notamment à la conférence biennale de SENS tenue au Queens' College, à Cambridge, qui a commencé en 2003. Les résumés de la conférence de 2013 ont été publiées dans Rejuvenation Research.
En 2014, le SRF a accueilli la cérémonie inaugurale de la conférence sur les biotechnologies de rajeunissement, "Rejuvenation Biotechnology conference", à Santa Clara, CA, avec George M. Church en tant que conférencier d'honneur.

## Les donateurs et les bénévoles
Le 16 septembre 2006, Peter Thiel, cofondateur et ancien PDG du système de paiement en ligne PayPal, a annoncé qu'il s'engageait à donner 3,5 millions de dollars au Mathuselah Fondation pour soutenir la recherche scientifique pour l'allégement, et éventuellement le renversement, des débilités causées par le vieillissement (recherche de "SENS"). Justin Bonomo, joueur de poker professionnel, a promis 5% de ses gains en tournois pour la recherche de "SENS",. Le 9 décembre 2010, Jason Hope, un entrepreneur basé à Scottsdale, AZ, a promis un don de 500 000$.
En 2011, Aubrey de Grey a hérité de 16,5 millions de dollars sur la mort de sa mère. De ce montant, il a assigné 13 millions de dollars au fonds de recherche de « SENS », qui en 2013 a eu pour effet de près de doubler le budget annuel du SRF à 4 millions de dollars US.
En 2017, la fondation a eu un revenu de 7 871 530 $ et des dépenses de 3 915 682 $, dont 2 146 412 $ qui ont été consacrées à la recherche.